# Delphine Djiraibe
Delphine Djiraibe (sinh ngày 1 tháng 12 năm 1960) là một luật sư người Chad và đồng sáng lập Hiệp hội Chadian ủng hộ và bảo vệ nhân quyền. BBC Necws đã mô tả bà là "một trong những luật sư nhân quyền nổi tiếng nhất của Cộng hòa Chad".
Vào năm 2004, bà được trao giải thưởng Robert F. Kennedy Human Rights Award cho những đóng góp của mình.

## Thời thơ ấu và giáo dục
Djiraibe sinh ngày 1 tháng 12 năm 1960 tại Koumra, Chad. Bà đã hoàn thành bằng cử nhân tại Moundou và bằng tốt nghiệp luật tại Đại học Marien Ngouabi năm 1989.

## Hoàn cảnh
Trong những năm cuối cùng của chế độ độc tài Hissène Habré, Djiraibe đang học luật tại Congo Brazzaville. Sau khi Habré bị lật đổ trong một cuộc nổi loạn của Idriss Déby vào năm 1990, Djiraibe trở lại Chad và chứng kiến cảnh đói khát và nghèo đói lan rộng trong nhân dân. Sự kiện này đã thúc đẩy bà trở thành một nhà hoạt động nhân quyền và thành lập Hiệp hội Chadian ủng hộ và bảo vệ nhân quyền.

## Sự công nhận
Năm 2005, Trung tâm Robert F. Kennedy đã trao cho Djiraibe giải thưởng Robert F. Kennedy Human Rights Award, ca ngợi "những nỗ lực không mệt mỏi của bà trong việc thúc đẩy quyền con người của người Chad, có trách nhiệm đối với bản thân và gia đình".